# معبد سوم اورشلیم

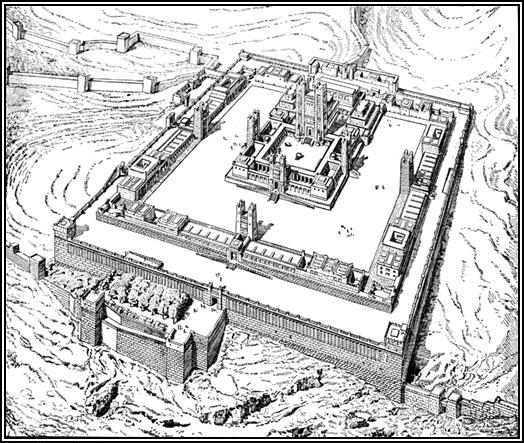
طرح خیالی معبد حزقیال کشیده شده توسط شارل شیپیه، معمار فرانسوی و محقق کتاب مقدس

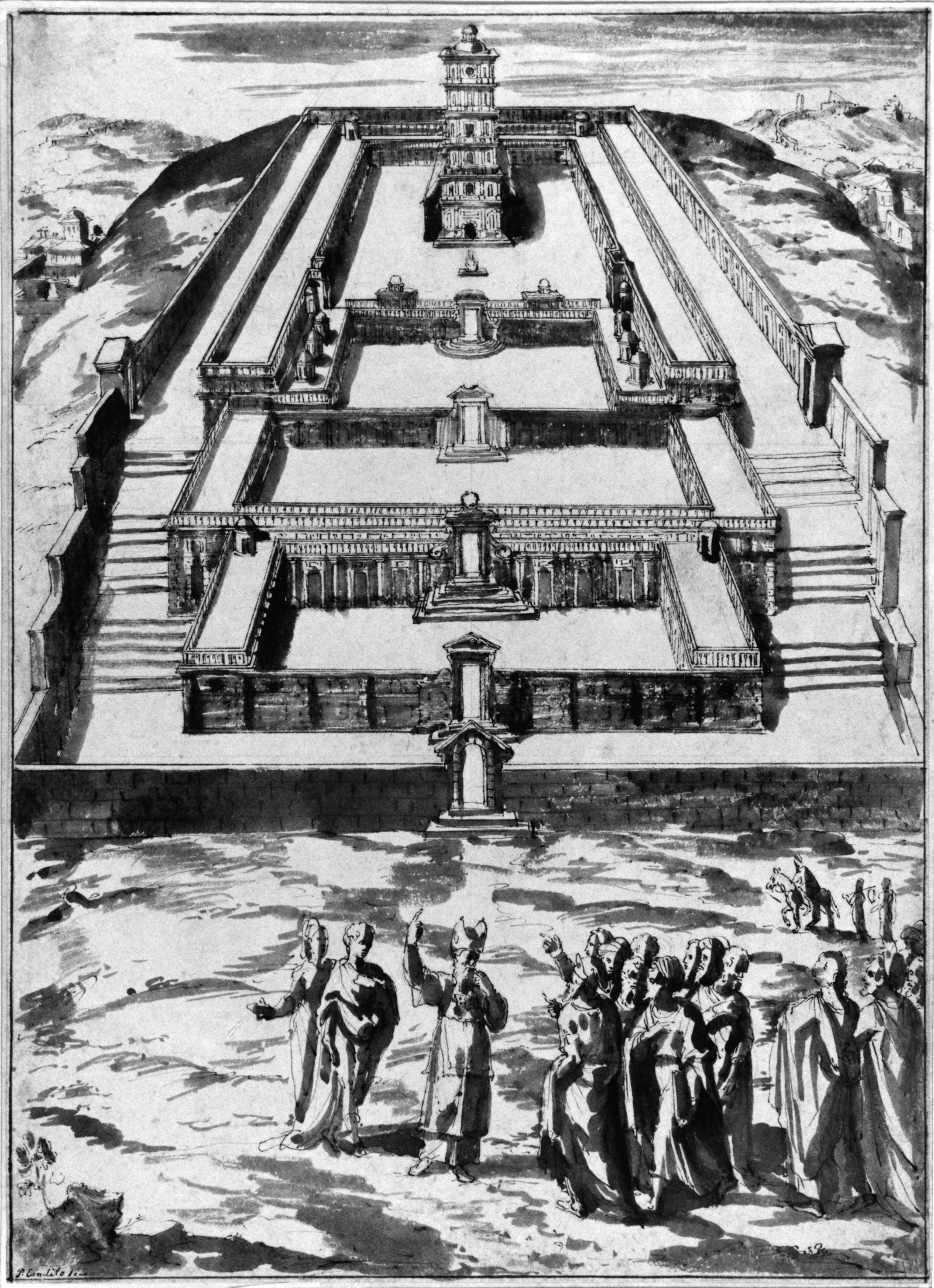
پیتر دویته یا پیتر کاندید، بر اساس طرح خود از معبد که بر اساس توصیفات یافت شده از کتاب حزقیال نبی است. قلم و بیستره یا مرکب روی کاغذ، ۳۲۱ در ۲۳۴ میلی‌متر. وایمار، آلمان.

معبد سوم، یا معبد حزقیال (عبری: בית המקדש השלישי: Beit haMikdash haShlishi)، معبد مقدس یهودی است که در کتاب حزقیال پیشگویی و از نظر معماری توصیف شده‌است، خانه‌ای برای عبادت تمام مردمی که خدمات قربانی دارند. حزقیال این مکان را به عنوان عمارت ابدی و محل سکونت دائمی یهوه بر روی کوه معبد در اورشلیم یاد کرده‌است.

## معرفی

### معماری
معماری معبد با جزئیات در فصول ۴۰ و ۴۲ حزقیال توصیف شده‌است. موسی بن عمران
مفسران کتاب مقدس که اقدام به توضیح جزئیات طراحی به صورت مستقیم از متن کتاب مقدس عبری کرده‌اند شامل راشی، داوود قیمحی، لیپمن هلر و  مالبیم  همه طراحان معبد پیش‌بینی شده توسط حزقیال را با تغییرات کمی کشیده‌اند. طرح و اندازه‌ها به جزئیات شرح داده شده‌اند، و دکوراسیون «کروبی‌های حک شده و درختان نخل. نخل‌ها و کروبی‌ها به صورت یکی درمیان قرار داده شده‌اند. هر کروب دو چهره دارد: چهره انسان در یک سمت به طرف درخت نخل و چهره شیر در سمت دیگر به طرف درخت نخل. در سرتاسر معبد حکاکی شده‌اند» حزقیال ۱۸:۴۱–۱۹

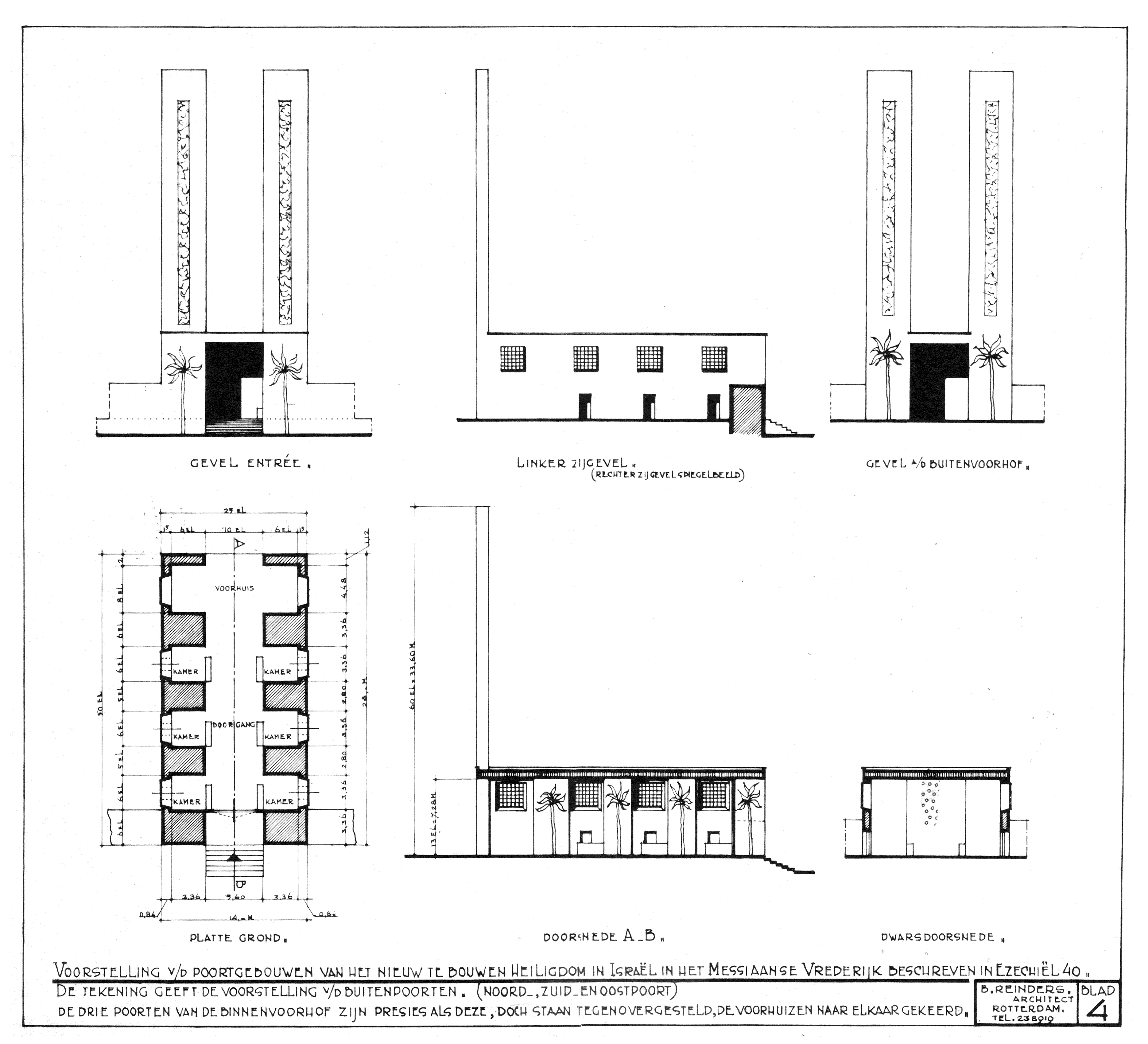
دروازه‌های معبد حزقیال، همانگونه که در کتاب حزقیال توصیف شده‌است، کشیده شده توسط معمار هلندی بارتالمیوس رایندرس (۱۸۹۳–۱۹۷۹)
- t